# Liste des évêques et archevêques de Spolète
Le diocèse de Spolète est fondé au Ier siècle et est promu au rang d'archidiocèse en 1821, sans être siège métropolitain. En 1986, l'archidiocèse est uni avec le diocèse de Norcia. En 1972, l'archevêque de Spolète est également nommé évêque de Norcia, unissant les deux sièges in persona episcopi puis en 1986, par le décret Instantibus votis de la congrégation pour les évêques, les deux diocèses sont pleinement unis et la nouvelle circonscription ecclésiastique prend le nom actuel d'archidiocèse de Spolète-Norcia.

## Évêques de Spolète
- S. Brizio
- S. Giovanni
- S. Felice
- S. Eligio
- S. Antimo (176 - ?)
- S. Feliciano M.
- S. Saturnino (230 – 270)
- S. Sabino (? – 303)
- S. Brizio II (? – 319)
- S. Martiale (320 - ?)
- S. Ceciliano (351 - ?)
- S. Achille (402 – 418)
- S. Spes (420 – 452)
- S. Amasio (476 – 489) ou (382 – 395)
- S. Melezio (490 - ?)
- S. Giovanni II (492 – 457)
- S. Lorenzo (552 – 563)
- S. Pietro (563 - ?)
- Crisanto (590 – 603)
- Andrea Ier (670 - ?)
- Felice II (680 - ?)
- Monaldo (743 – 747)
- Lodegario (?)
- Deodato (777 – 781)
- Adelmo (?) (801 – 814)
- Sigualdo (814 – 827)
- Luitario (839 – 844)
- Pietro II (844 – 861)
- Felice II(III) (877 - ?)
- Almarico (886-887– 916)
- Alberto  (?)
- Romano (961 – 963)
- Berengario (963 - ?)
- Lupo (967 - ?)
- Adalberto (Eriberto) (1015 - ?)
- Berardo (1028 -?)
- Giovanni III (1032 - ?)
- Enrico (1049 - ?)
- Andrea II (1066 - ?)
- Rodolfo (1080 - ?)
- Salomone (1102 - ?)
- Enrico Gualfriedi (1114 - ?)
- Manualdo (1135 - ?)
- Barattale (1144 - ?)
- Lotario (1173 – 1178)
- Transarico (1178 - ?)
- Matteo (1190 – 1198)
- Benedetto (1199 - ?)
- Nicola Porta (1208 – 1235)
- Bartolomeo Accoramboni (1236 –1271)
- Tommaso de Angelis (1271 – 1278)
- Rolando Taverna (1275 – 1278)
- Paperone de Paperoni (1285 – 1290)
- Gerardo (1290 – 1296)
- Francesco (1296 – 1299)
- Nicola de Albertinis (1299 – 1303)
- Giovanni IV (1303 – 1307)
- Pietro III Trinci (1307 – 1320)
- Bartolomeo de Bardis (1320 – 1344)
- Pietro IV (1346 - ?)
- Giovanni V (1350 – 1369)
- Bernardo Bonavalle (1371 – 1371)
- Giacomo Muti Romanus (1372 – 1374)
- Galardo De Pallairaco De Bellovide (1374 – 1378)
- Ferdinando (1379 – 1390)
- Lorenzo II Corvino (1390 – 1403)
- Carlo (1403)
- Agostino (1403 – 1410)
- Giacomo Palladini (1410 – 1417)
- Blondo Conca (1417) (élu, mais pas approuvé par le pape Martin V)
- Nicola Vivari (1417 – 1419)
- Giacomo de Turcis (1419 – 1424) et (1424 - 1427)
- Giacomo IV del Campolo (1424 – 1424)
- Lotto de Sardis (1427 – 1445).
- Francesco Lupicino (1445 - ?) (élu, mais pas approuvé par le pape Eugène IV)
- Marco Condulmer 1445 - 1446 (Patriarche latin d'Alexandrie et administrateur apostolique de Spolète)
- Sagace de Comitibus (1446 – 1448)
- Berardo Eroli (1448 – 1474)
- Costantino Eroli (1474 – 1500)
- Francesco Eroli (1500 – 1540)
- Fabio de Vigili (1540 - ?)
- Card. Fulvio della Cornia (1555 – 1562)
- Flavio Orsini (1562 – 1580)
- Cardeal Pietro Ursini (1580 – 1591)
- Paolo Sanvitale (1591 – 1600)
- Card. Alfonso Visconti (1601 – 1608)
- Maffeo Barberini (1608 - 1617)
- Lorenzo Castrucci (1617 – 1655)
- Cesare Facchinetti (1655 – 1672)
- Ludovico Sciamanna (1675 – 1688)
- Card.  Opizio Pallavicini  (1689 – 1691)
- Card.  Marcello Durazzo  (1691 – 1697)
- Pietro Gaddi (1697 – 1710)
- Carlo Giacinto Lascaris (1711 – 1726)
- Pietro Carlo de Benedetti (1726 – 1739)
- Ludovico Ancaiani (1739 – 1743)
- Paolo Bonavisa (1743 – 1759)
- Vincenzo Ab Acqua (1759 – 1772)
- Francesco Maria Locatelli (1772 – 1812)
- Francesco Canali (1814 – 1820)

## Archevêques de Spolète
- Mario Ancaiani (1821 – 1827)
- Giovanni Maria Mastai Ferretti (1846 - 1878)
- Ignazio Giovanni Cadolini (1832 – 1838)
- Giovanni Sabbioni (1838 – 1852)
- Giovanni Battista Arnaldi (1853 – 1867)
- Domenico Cavallini Spadoni (1871 – 1879) nommé archevêque titulaire d'Adana (de)
- Elvezio Mariano Pagliari (1879 – 1900)
- Domenico Serafini (1900 – 1913)
- Pietro Pacifici (1913 – 1934)
- Pietro Tagliapietra (1934 – 1948)
- Mario Raffaele Radossi (1948 – 1967)
- Ugo Poletti (1967 – 1969)
- Giuliano Agresti (1969 – 1973)
- Ottorino Pietro Alberti (1973 – 1986)

## Archevêques de Spolète-Norcia
- Ottorino Pietro Alberti (1986 – 1987) (transféré à Cagliari)
- Antonio Ambrosanio (1988 – 1995)
- Riccardo Fontana (1996 - )